# Mona Løseth
Pour les articles homonymes, voir Løseth.
Mona Løseth, née le 11 avril 1991 à Ålesund, est une skieuse alpine norvégienne. Ses sœurs Lene et Nina sont également des skieuses de haut niveau.

## Biographie
Elle fait ses débuts en Coupe du monde en janvier 2009 à Zagreb, Avant de marquer ses premiers points à sa deuxième manche à Garmisch-Partenkirchen (22e). Un mois plus tard, elle figure aux Championnats du monde de Val d'Isère, ne terminant pas le slalom.
En 2010, elle prend part aux Jeux olympiques de Vancouver, où elle est 21e du super G et 13e du super combiné. Elle devient double championne du monde junior cet hiver en combiné et slalom géant et obtient son meilleur résultat en Coupe du monde avec une douzième place au slalom géant de Maribor. 
Aux Jeux olympiques d'hiver de 2014, elle est 27e du slalom géant et 16e du slalom.
Elle met fin à sa carrière en 2014, à seulement 23 ans.

## Palmarès

### Jeux olympiques d'hiver
| Épreuve / Édition | Vancouver 2010 | Sotchi 2014 |
| Slalom            | Abandon        | 16e         |
| Slalom géant      | Abandon        | 27e         |
| Super combiné     | 13e            |             |
| Super G           | 21e            |             |

### Championnats du monde
| Épreuve / Édition | Val d'Isère 2009 | Schaldming 2013 |
| Slalom            | Abandon          | Abandon         |
| Slalom géant      | -                | 25e             |

### Coupe du monde
- Meilleur classement général : 75e en 2010.
- Meilleur résultat : 12e.

#### Différents classements en Coupe du monde
| Année/Classement | Année/Classement | Général | Général | Descente | Descente | Slalom | Slalom | Slalom géant | Slalom géant | Super G | Super G | Combiné | Combiné |
| ---------------- | ---------------- | ------- | ------- | -------- | -------- | ------ | ------ | ------------ | ------------ | ------- | ------- | ------- | ------- |
| Année/Classement | Année/Classement | Class.  | Points  | Class.   | Points   | Class. | Points | Class.       | Points       | Class.  | Points  | Class.  | Points  |
| 2009             | 2009             | 114e    | 9       | -        | -        | 50e    | 9      | -            | -            | -       | -       | -       | -       |
| 2010             | 2010             | 75e     | 66      | -        | -        | 33e    | 35     | 36e          | 22           | -       | -       | 35e     | 7       |
| 2013             | 2013             | 105e    | 10      | -        | -        | -      | -      | 44e          | 10           | -       | -       | -       | -       |
| 2014             | 2014             | 87e     | 31      | -        | -        | 44e    | 12     | 41e          | 19           | -       | -       | -       | -       |

### Championnats du monde junior
En 2010, elle gagne deux médailles d'or au combiné puis au slalom géant.

### Coupe d'Europe
- 5e en 2014.
- 9 podiums, dont 4 victoires (2 en slalom, 1 en slalom géant et 1 en super combiné).

### Championnats de Norvège
- Championne de slalom en 2009, 2013 et 2013.
- Championne du slalom géant en 2010 et 2013.
- Championne du super G en 2010.